# Imbanagara Raya
Imbanagara Raya is een bestuurslaag in het regentschap Ciamis van de provincie West-Java, Indonesië. Imbanagara Raya telt 6056 inwoners (volkstelling 2010).